# Clynelish

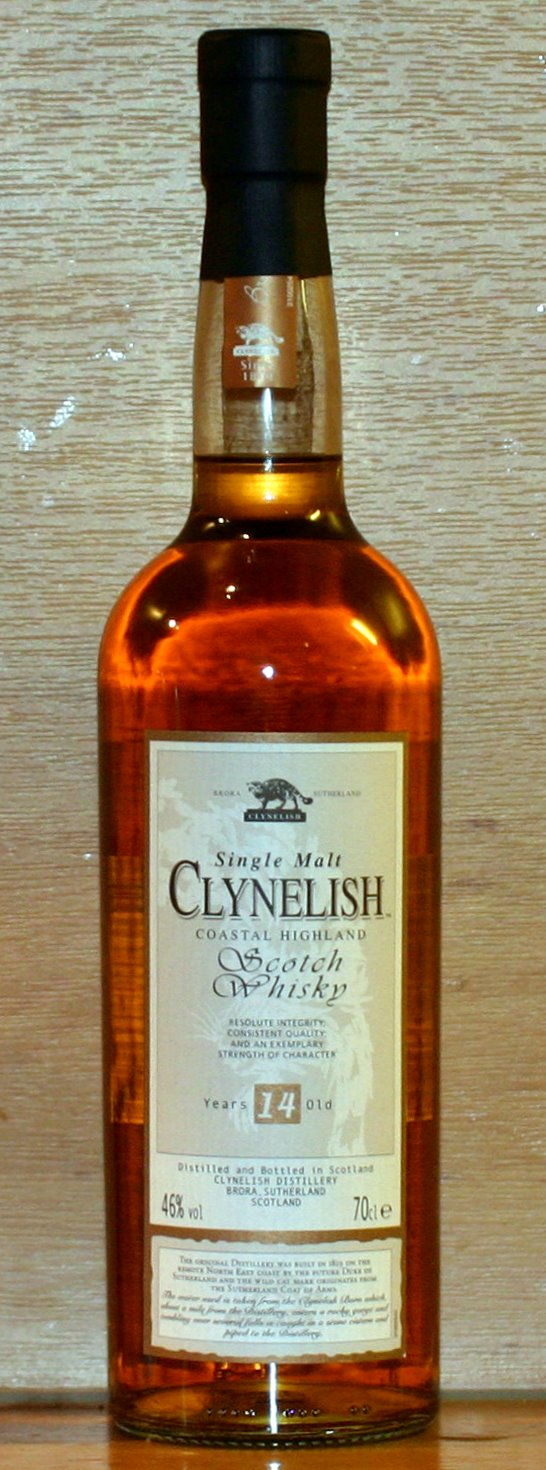
Clynelish

Clynelish byla skotská palírna společnosti United Distillers nacházející se v malém městečku Brora v kraji Sautherland, jež vyráběla skotskou sladovou whisky.
Palírna byla založena v roce 1819 a produkovala čistou sladovou whisky. Tato stará palírna byla uzavřena 7. března 1983. Licenční název Clynelish převzala společnost Scotish Malt Destillers a tato palírna byla postupně přejmenována na Brora. Budova palírny stále ještě stojí a kotle a ostatní zařízení jsou též na svém místě. Poslední ředitel Bob Robertson se již dlouho snaží o obnovu této historické palírny.